# Seznam osebnosti iz Občine Šmartno ob Paki
Seznam osebnosti iz Občine Šmartno ob Paki vsebuje osebnosti, ki so se tu rodile, delovale ali umrle.

## Gospodarstvo in obrt
- Ivan Atelšek, gospodarstvenik in politik (1928, Prihova – 2011, Celje)
- Alojz Polak, obrtnik in športni delavec (1945, Rečica ob Paki)
- Jože Polak, obrtnik (1928 – 2011)
- Konrad Steblovnik, inovator (1951, Celje)
- Anton Šeliga, gospodarstvenik, direktor in družbenopolitični delavec (1946, Stogovci)

## Humanistika in znanost
- Miran Aplinc, zgodovinar in muzealec (1963, Maribor)
- Carl Josef Bayer, kemik in inovator (1847, Bielsko-Biała, Poljska – 1904, Rečica ob Paki)
- Ivan Goričnik, zgodovinar in športni delavec (1942, Celje – 2013, Velenje)
- Emil Šterbenk, ekolog, igralec in politik (1962, Slovenj Gradec)
- Valentin Tratnik, botanik, mineralog in duhovnik (1801, Celje – 1876, Gornja Radgona)

## Kultura

### Glasba
- Žiga Deršek, pevec in radijski voditelj (1995, Šmartno ob Paki)
- Anka Jazbec, zborovodkinja (1963, Celje)
- Miško Letonja, dirigent (1890, Skorno – 1963, Celje)
- Anton Tevž, glasbenik, organist in gospodarstvenik (1894, Bočna – 1971, Ljubno ob Savinji)

### Gledališče in film
- Tomo Čonkaš, filmski ustvarjalec (1963, Slovenj Gradec)
- Peter Stanislav Hafner, filmski ustvarjalec in oblikovalec (1947, Celje)
- Pavla Letonje, gledališka ustvarjalka (1940, Brežice – 2015, Celje)
- Jože Kranjc, gledališki ustvarjalec, novinar in športni delavec (1953, Šmartno ob Paki)
- Marta Kliner, gledališka ustvarjalka in kulturna delavka (1932, Paška vas)
- Slavica Pečnik, gledališka ustvarjalka in pedagoginja (1947, Ljubija)
- Martin Steblovnik, kulturni delavec (1918, Rečica ob Paki – 1990, Šmartno ob Paki)
- Marija Žerjav, kulturna delavka (1949, Celje)

### Književnost
- Oskar Hudales, pisatelj, prevajalec in učitelj (1905, Žaga – 1968, Maribor)
- Anton Jelen, pisatelj, publicist in sadjar (1907, Velenje – 1992, Arnače)
- Avgust Vižintin - Izak, knjižničar in kulturnopolitični delavec (1924, Radmirje – 2004, Ljubljana)

### Slikarstvo, kiparstvo in oblikovalstvo
- Marjan Drev (1955, Celje), kipar; Pomembna dela: A.M.Slomšek-Maribor in Lendava, Msgr.Lojze Kozar-Okoslavci, sv.Nikolaj-Muska Sobota, Milan Česnik-Ljubljana, Elvira Vatovec-Strunjan, Vera Šlander-Polzela, prostorska instalacija-Rakušev trg v Mariboru
- Andrej Krevzel, slikar (1956, Šmartno ob Paki)
- Milojko Kumer, kipar in restavrator (1951, Šoštanj)
- Peter Matko, slikar in pedagog (1955, Celje)
- Jožef Napotnik, umetnostni obrtnik in scenograf (1938, Šmartno ob Paki)
- Bojan Pavšek, oblikovalec (1971, Slovenj Gradec)
- Vlado Valenčak, slikar, publicist, politik in udeleženec NOB (1920, Velenje – 1976)

## Politika, uprava in pravo
- Jožef Berdnik, družbenopolitični delavec in publicist (1928, Šmartno ob Paki – 2015)
- Janez Dvornik, družbenopolitični delavec (1956, Celje)
- Ivan Gaber, družbenopolitični delavec in funkcionar (1938, Celje)
- Marjan Knez, družbenopolitični in športni delavec (1949, Rimske Toplice)
- Janko Kopušar, politik in župan (1965, Celje)
- Franc Korbar, družbenopolitični delavec in gasilec (1926, Gavce)
- Ela Letonja Ulrih (ilegalno ime Atena), političarka in udeleženka NOB (1925, Veliki Vrh – 2009, Ljubljana)
- Anton Lovrec, družbenopolitični delavec (1956, Rjavci)
- Alojz Podgoršek, župan, športni delavec in funkcionar (1952, Celje – 2012, Šmartno ob Paki)
- Ivan Rakun, župan, družbenopolitični delavec, gasilec in kmetovalec (1939, Rečica ob Paki – 2013, Celje)

## Publicistika
- Andrej Hofer, novinar, moderator in urednik (1972, Slovenj Gradec)
- Duška Lah, novinarka (1960, Celje)

## Religija
- Ivan Napret, duhovnik (1947, Marno)
- Dragotin Simandl, duhovnik, slovničar in narodni buditelj (1828, Videm, Krško – 1864, Kranj)

## Šolstvo
- Marija Bole, pedagoginja (1944, Šmartno ob Paki – 2014, Celje)
- Anton De Costa, pedagog, tabornik in politik (1942, Celje)
- Jadviga Golež - Špela, učiteljica in udeleženka NOB, (1911, Stara vas - Bizeljsko – 1944, Maribor)
- Ema Veronika Goršek, pedagoginja in kulturna delavka (1946, Metava)
- Rupert Kapun, pedagog (1809, Velikovec, Avstrija – 1856, Krško)
- Zorko Kotnik, pedagog in ravnatelj (1904, Ravne na Koroškem – 1978, Šmartno ob Paki)
- Kristina Kovač, pedagoginja in kulturna delavka (1953, Vareš, Bosna in Hercegovina)
- Mihael Macur, pedagog (1941, Polje ob Sotli)
- Julijana Modrijan, pedagoginja, družbenopolitična delavka in igralka (1943, Šoštanj)
- Franc Praprotnik, šolnik in sadjar (1849, Andraž nad Polzelo – 1933, Mozirje)
- Juana Robida, pedagoginja (1961, Celje)
- Vida Rudnik, ravnateljica in pedagoginja (1947, Podgora)
- Mileva Zakrajšek (ilegalno ime Iva), učiteljica in udeleženka NOB (1910, Škofja Loka – 1942, Celje)
- Marija Žužek, ravnateljica in pedagoginja (1935, Paška vas – 2019, Slovenj Gradec)

## Šport
- Ana Drev, slovenska alpska smučarka (1985, Slovenj Gradec)
- Stanislav Brunšek, športni delavec in gasilec (1942, Rečica ob Paki – 2005, Topolšica)
- Matic Nežmah, športnik (1983, Slovenj Gradec)
- Bojan Prašnikar, trener in nogometaš (1953, Šmartno ob Paki)
- Franc Rogelšek - Franjo, dirkač prikoličar (1947, Lokovica – 2000, Šmartno ob Paki)
- Jože Založnik, športni delavec (1931, Celje – 1997, Šmartno ob Paki)

## Vojska
- Franc Drobnič, španski borec (1917, Mali Vrh – 1941, Trbovlje)
- Franc Kačičnik, veteran vojne za Slovenijo, tabornik in kulturni delavec (1942, Mali Vrh)
- Jože Letonja - Kmet, udeleženec NOB (1914, Veliki Vrh – 1942, Ljubno ob Savinji)
- Vlado Letonja - Janez, udeleženec NOB (1915, Zabukovec – 1944, Šmartno ob Paki)
- Demetrij Mitja Mervič udeleženec NOB (1920, Ribnica – 1944, Paška vas)

## Zdravstvo
- Alojzij Fijavž, zdravnik in direktor (1926, Ljubljana – 2003, Topolšica)
- Adolf Hofer, zobozdravnik (1943, Šmartno ob Paki – 2006, Topolšica)
- Jože Robida, zdravnik in gledališki ustvarjalec (1958, Podgora)
- Klemen Steblovnik, zdravnik (1984, Celje)
- Jovan Stupar, zdravnik (1947, Mali Iđoš, Srbija – 2020, Topolšica)

## Osebnosti od drugod
- Fortunat Bergant, slikar (1721, Mekinje – 1769, Ljubljana)
- Bernard Nadi Raček, skojevec (1921, Zabukovec – 1941, Šmartno ob Paki
- Janez Valentinčič, arhitekt (1904, Ljubljana – 1994, Ljubljana)
- Jaroslav Vrtačnik, družbenopolitični delavec in direktor (1950)
- Franc Ksaver Zajec, kipar in podobar (1821, Sovodenj – 1888, Ljubljana)
- Angelo Zoratti, slikar, rezbar in pozlatar (1839, Videm, Italija – 1913, Maribor)
- Klavdij Ivan Zornik, slikar (1910, Koper – 2009, Ljubljana)